# بيرجونج يونايتد
بيرجونج يونايتد (بالإنجليزية: Birgunj United FC)‏ هو نادي كرة قدم نيبالي محترف، يقع مقره في مقاطعة بارسا. ينافس النادي حاليا في الدوري النيبالي الممتاز، ويعتلي قمة كرة القدم في نيبال.